# Anoecia himalayensis
Anoecia himalayensis är en insektsart. Anoecia himalayensis ingår i släktet Anoecia och familjen långrörsbladlöss. Inga underarter finns listade i Catalogue of Life.